# Людвіг III (великий герцог Гессену)
Людвіг III (нім. Ludwig III.; 9 червня 1806 — 13 червня 1877) — 3-й великий герцог Гессенський й Прирейнський в 1848—1877 роках.

## Життєпис
Походив з Гессенського дому. Старший син Людвіга II, великого герцога Гессенського, й Вільгельміни Баденської. Народився 1806 року в Дармштадті.
Здобув домашню освіту, потім військову підготовку. Два роки разом з братом Карлом навчався в Лейпцизькому університеті. З 1827 року Людвіг вирушив у навчальні поїздки до Франції, Великої Британії, Австрії, Італії та Бельгії. 1833 року одружився з представницею династії Віттельсбахів.
5 березня 1848 року після зречення батька від влади став новим великим герцогом Гессенським. Остаточно перебрав владу після смерті Людвіга II в червні того ж року. Невдовзі призначив міністром-президентом Генріха фон Гагерна і підтвердив «Березневі вимоги», викладені під час Німецької революції.
У зовнішній політиці орієнтувався на Австрійську імперію, побоюючись амбіцій та мілітаризму Пруссії. 1850 року міністром-президентом стає консерватор Райнгарда фон Далвігк.
1862 року помирає його дружина. В австро-прусській війні 1866 року брав участь на боці Австрії. Після поразки останньої та швидкої окупації Гессена Людвіг III опинився під загрозою втратити трон, оскільки Оттон фон Бісмарк, міністр-президент Пруссії, планував приєднати Велике герцогство Гессен до Прусського королівства. Лише заступництво російського імператора Олександра II завадило цьому. Але проти своєї волі Людвіг III змушений був погодитися на вступ до Північнонімецького союзу. Лише гессенські володіння Редельхнайм, Кенігсберг, Гессен-Гомбург, Гессенський Гінтерланд відійшли до Пруссії. Як компенсацію Гессен отримав Наугайм і Румпенгайм, що раніше належали курфюрству Гессен, яке було приєднано до Пруссії.
1868 року фактично відійшов від справ, передавши фактичне управління небожу-спадкоємцю Людвігу. Під час Французько-прусської війни 1870—1871 років міністр-президент великого герцогства Гессенського Райнгарда фон Далвігк таємно підтримував Францію. З огляду на це участь Гессену в прусських кампаніях була незначною. Сам Людвіг III не брав участь в церемонії оголошення Німецької імперії.
Помер 1877 року в замку Зеегайм. Йому спадкував небіж Людвіг IV.

## Родина
1. Дружина — Матильда Кароліна, донька Людвига I, короля Баварії
дітей не було
2. Дружина — Анни Магдалени Апель, балерина
дітей не було